# Edificio Banco de Bogotá
El edificio Banco de Bogotá o Sede Judicial Hernando Morales Molina es un rascacielos de hormigón armado en la carrera Décima con calle Catorce, en el centro de Bogotá (Colombia). Fue construido en 1959 y fue la primera sede del Banco de Bogotá. Tiene 25 pisos y mide 89 metros, que en su momento representaron una altura significativa para el promedio de la ciudad. En la actualidad alberga despachos y oficinas judiciales, que llevan el nombre del jurista Hernando Morales Molina.Fue el edificios más alto de Bogotá desde su finalización hasta 1963.

## Historia
El edificio Banco de Bogotá retoma algunos elementos del edificio Lever House, terminado en 1952. Este está situado en el 390 de Park Avenue en Nueva York, en particular su plataforma paramentada de cinco pisos, cuya fachada de vidrio proyecta su volumen con respecto al resto de la estructura.
La construcción del Edificio Banco de Bogotá se anunció en 1954. Desde ese año hasta 1955 el Banco de Bogotá adquirió 16 predios sobre la calle 14, la carrera 12, y la antigua carrera Décima, que estaba siendo ampliada en una avenida de 40 m de ancho.
Las obras se iniciaron el 9 de marzo de 1956 y el edificio fue oficialmente inaugurado el 8 de octubre de 1959.

## Características
El edificio tuvo diseño original del estudio de arquitectura Skidmore, Owings and Merrill y diseño estructural de la U.S. Steel. La construcción corrió a cargo de la firma colombiana Martínez Cárdenas y Cía, asociada con Pablo Lanzetta Pinzón. La interventoría la realizó la firma Cuéllar Serrano & Gómez, que realizó muchos otros edificios en la Carrera Décima y con tiempo se convertiría en la más importante a escala nacional.
La estructura del edificio es en acero remachado y está cimentada en pilones de hormigón. Consta de una plataforma de tres pisos más mezanine y una torre de 18 pisos, para una altura total de 87 m. Sobre la plataforma se ubica el cuarto piso, que cuenta con una amplia terraza hacia la avenida en la que hay un juego de patios con jardineras y otras zonas al aire libre. La fachada tiene un revestimiento de aluminio y vidrio. Es el primer ejemplo en Colombia de la arquitectura industrial estadounidense.
En el vestíbulo de la edificación el escultor pamplonés Eduardo Ramírez Villamizar realizó un altorrelieve monumental abstracto con figuras curvas sobrepuestas titulado El Dorado.

## Galería

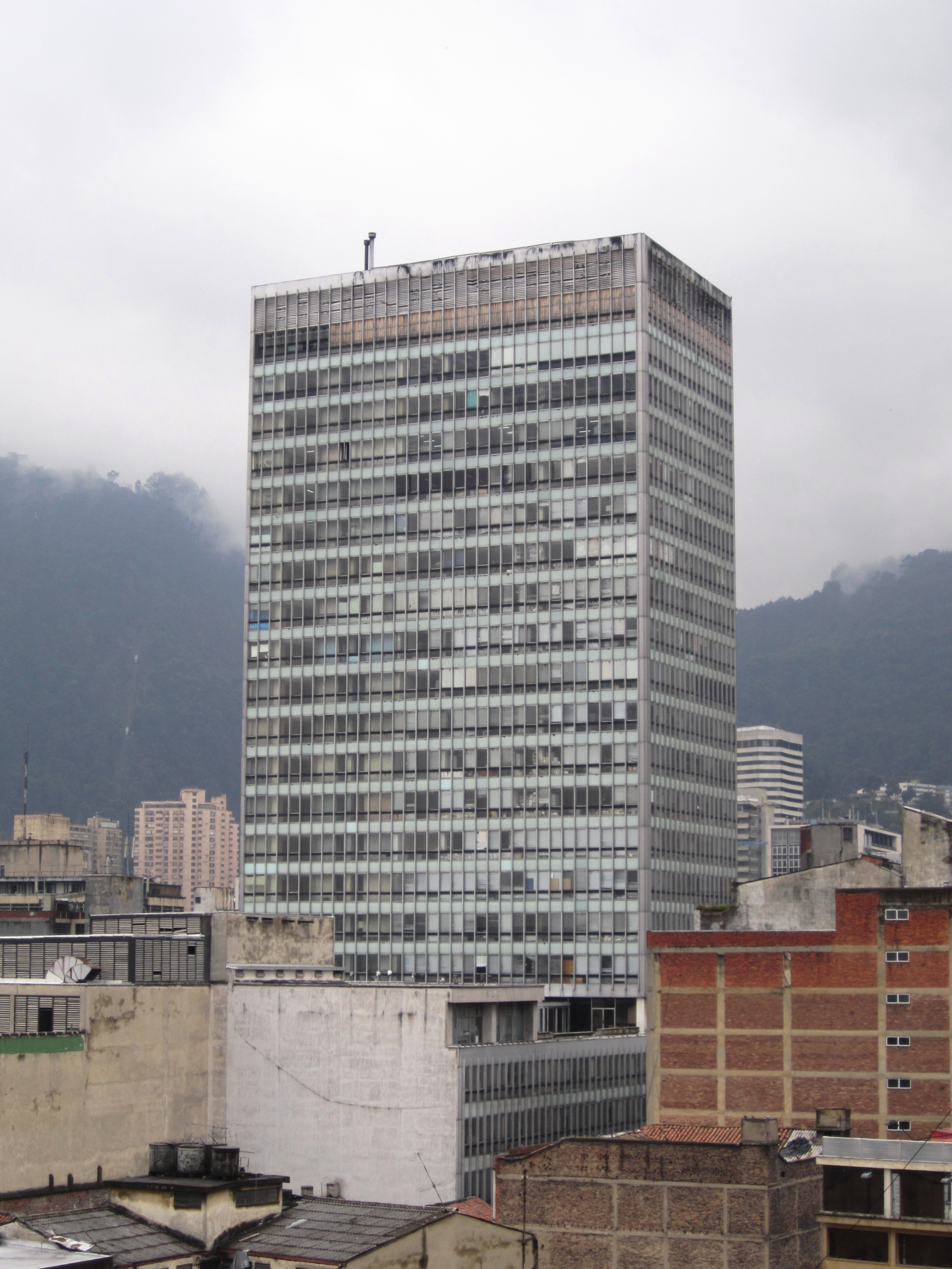
Costado suroriental
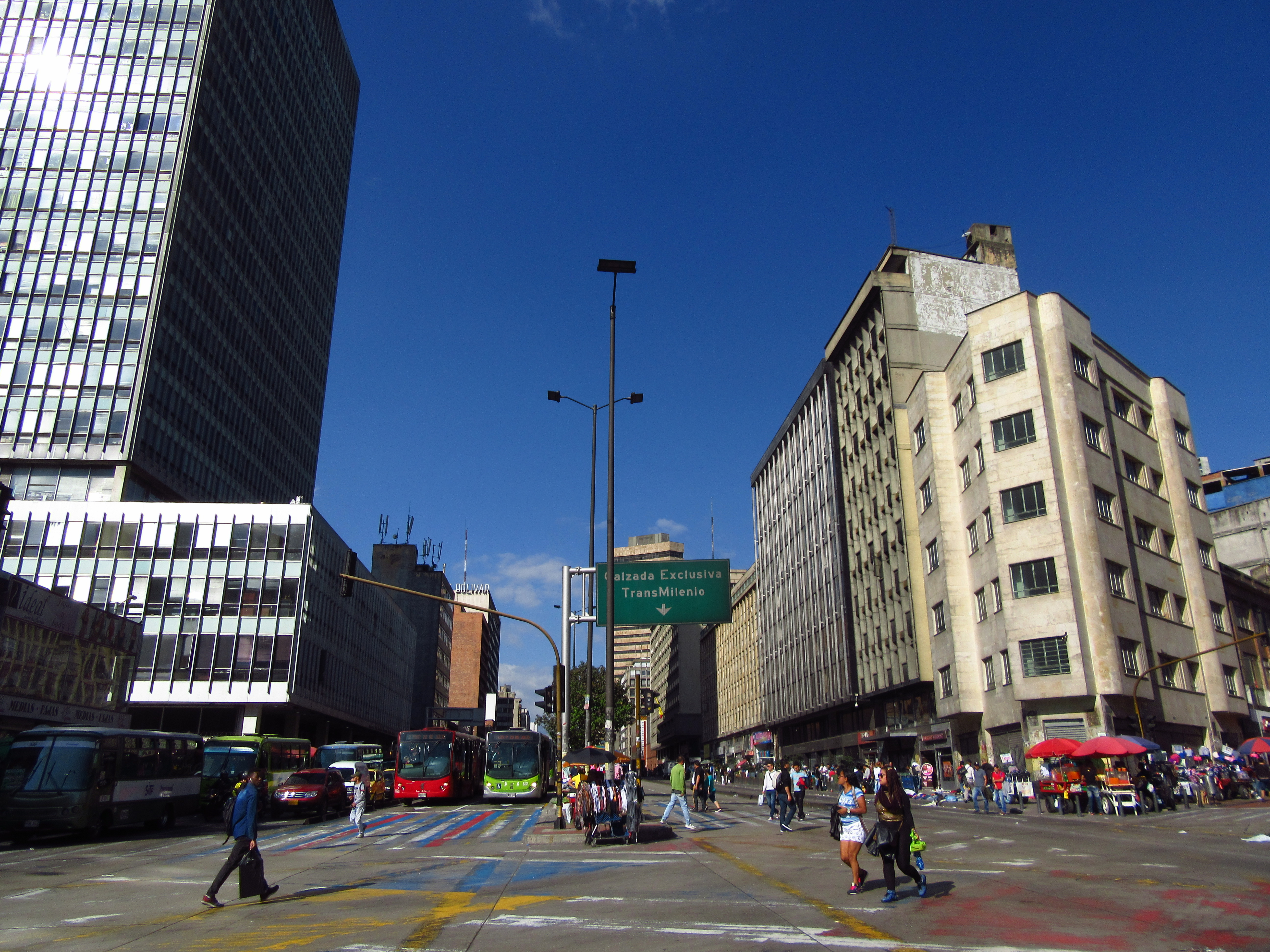
En la carrera Décima
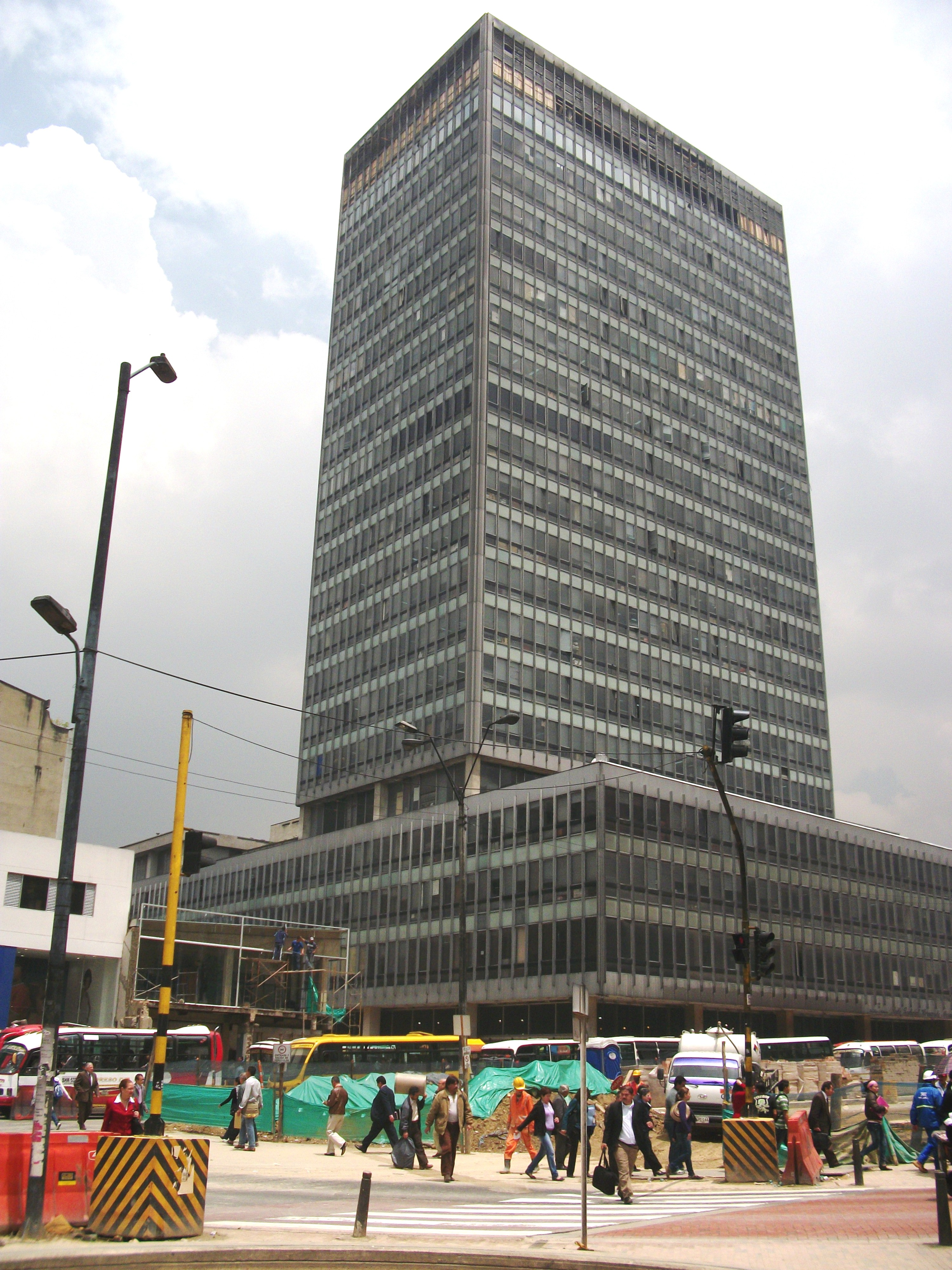
Desde el Eje Ambiental
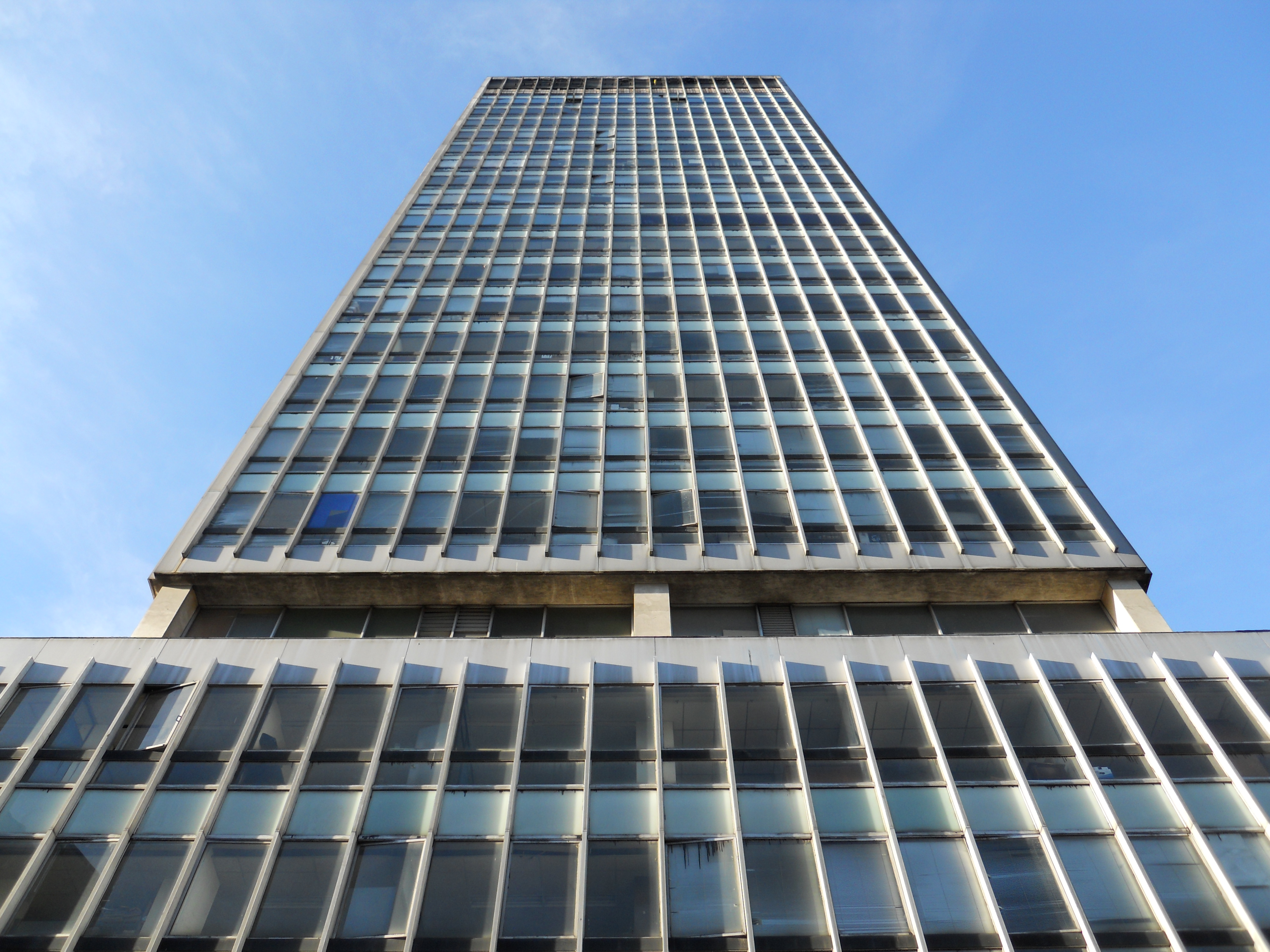
Costado sur
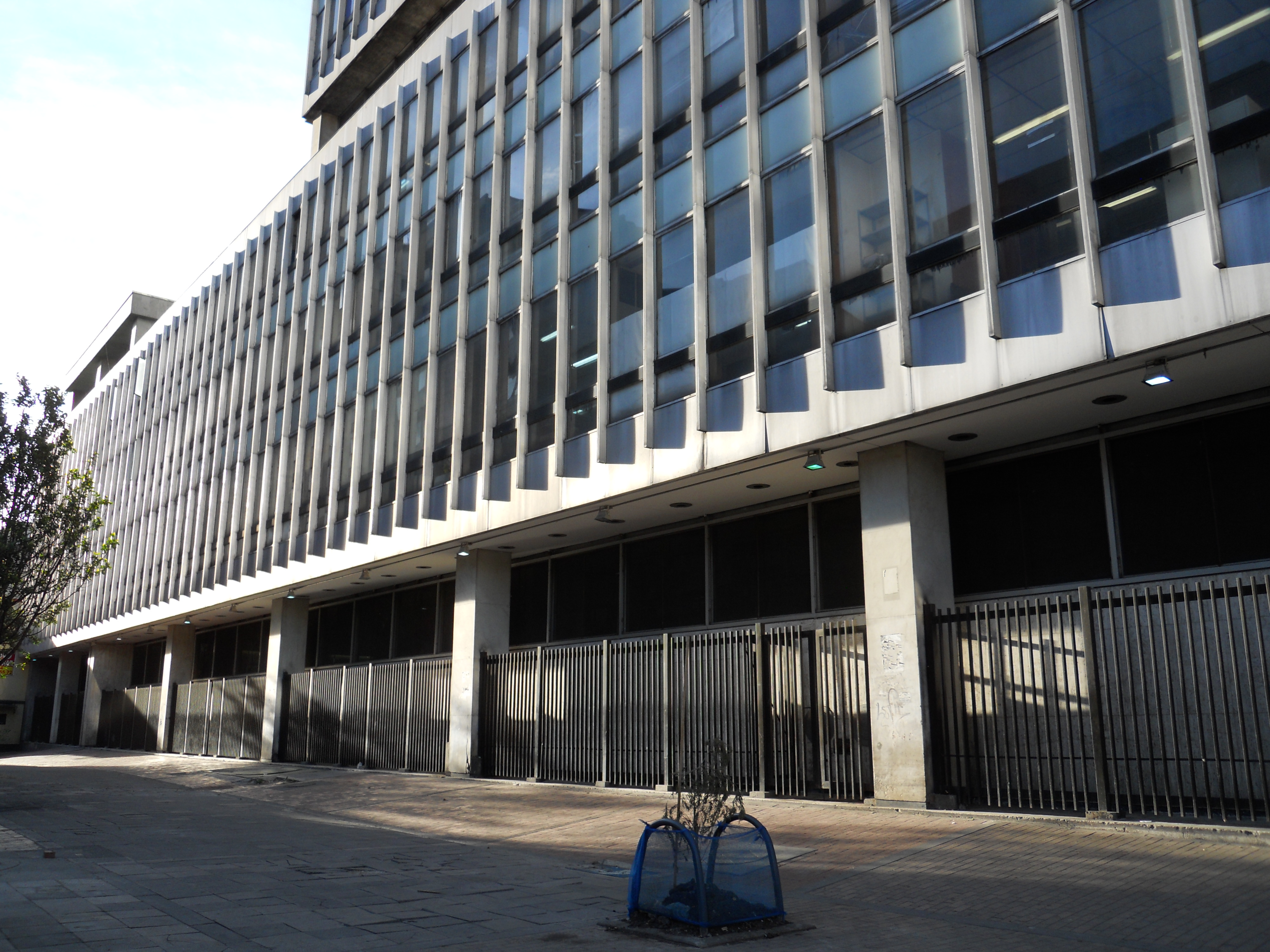
Planta baja en la calle 14